# 22.11.63 (série télévisée)
Cet article concerne la série télévisée. Pour le roman de Stephen King, voir 22/11/63.
22.11.63 (11.22.63 en version originale) est une minisérie télévisée américaine basée sur le roman du même nom de Stephen King. Constituée d'un pilote de 81 minutes et sept épisodes de 42 à 57 minutes, elle est diffusée entre le 15 février 2016 et le 4 avril 2016 sur la plate-forme de vidéo à la demande Hulu et à partir du 17 février 2016 sur Super Channel au Canada. La date est celle de l'assassinat de John F. Kennedy à Dallas, et la série raconte les efforts du héros interprété par James Franco qui de nos jours, grâce à un portail temporel, retourne dans les années 1960 pour tenter de l'empêcher.
En Belgique, la série est diffusée depuis le 5 septembre 2016 sur BeTV, au Québec, dès le 22 novembre 2016 sur Prise 2 et en France à partir du 19 janvier 2017 sur Canal+, et sur TF1 Séries Films à partir du 4 novembre 2018.

## Synopsis
En 2016, Jake Epping est un professeur d'anglais fraîchement divorcé. Il vit et enseigne à Lisbon Falls dans le Maine. Il fréquente régulièrement le snack-bar d'Al Templeton. Un soir, ce dernier lui apprend qu'il souffre d'un cancer du poumon. Il lui révèle également que dans son local se trouve un portail temporel menant en 1960. Templeton lui explique qu'il a tenté d'empêcher l'assassinat de John F. Kennedy, mais qu'il a dû y renoncer à cause de la maladie. Al souhaite donc que Jake accomplisse cette mission, qui permettrait de changer l'Histoire et notamment d'éviter la guerre du Viêt Nam et ses conséquences dans les années 1970.
Jake Epping reprend
donc le flambeau d'Al. Il emprunte le portail temporel qui renvoie toujours à la même date : le 21 octobre 1960. Il prend alors le nom de Jake Amberson et utilise un livre de résultats sportifs pour parier et gagner de belles sommes d'argent. En attendant 1963, il devient professeur d'anglais dans le lycée de Jodie au Texas. Il y vit une intense histoire d'amour avec une jeune bibliothécaire, Sadie Dunhill, tout en surveillant les faits et gestes de Lee Harvey Oswald. Jake doit affronter le passé qui se « défend » de manière violente afin de ne pas être modifié.
De multiples aventures et contretemps le mèneront jusqu'au 5e étage du dépôt de livres de la Dealey Plaza le 22 novembre 1963. Parviendra-t-il à stopper Oswald ? Et si tel est le cas, que deviendra Sadie et quelle forme prendra le futur ?

## Distribution

### Acteurs principaux
- James Franco (VF : Laurent Maurel) : Jake Epping / James Amberson
- Chris Cooper (VF : Hervé Furic) : Al Templeton
- Sarah Gadon (VF : Sarah Viot) : Sadie Dunhill
- George MacKay (VF : Benjamin Egner) : Bill Turcotte
- Lucy Fry (VF : Pauline Panassenko) : Marina Oswald
- Daniel Webber (VF : Olivier Augrond) : Lee Harvey Oswald

### Acteurs récurrents et invités
- Cherry Jones (VF : Gwénola de Luze) : Marguerite Oswald
- Kevin J. O'Connor (VF : Sylvain Clément) : l'homme à la carte jaune
- Jonny Coyne (VF : Sacha Vikouloff) : George de Mohrenschildt
- Nick Searcy (VF : Michel Laroussi) : Deke Simmons
- T. R. Knight (VF : Stéphane Pouplard) : Johnny Clayton
- Tonya Pinkins (VF : Nicole Dogué) : Mimi Corcoran
- Brooklyn Sudano (VF : Marie Donnio) : Christy Epping
- Michael Izquierdo : Bobby Oswald
- Shauna MacDonald (VF : Catherine Sauvel) : Jeanne de Mohrenschildt
- Amy Marie Wallace : Vada Oswald
- Leon Rippy (VF : Patrick Messe) : Harry Dunning
- Juliette Angelo : Bobbi Jill Allnut
- Gil Bellows (VF : Pierre Tessier) : agent James P. Hosty Jr.
- Grantham Coleman : Bonnie Ray Williams
- Braeden Lemasters (VF : Martin Faliu) : Mike Coslaw
- Gregory North (VF : Gabriel Le Doze) : le général Edwin Walker
- Miranda Calderon : Ruth Paine
- Kristian Bruun : Dr Jones
- Christian Lloyd : Dr Moren
- Jack Fulton : Harry Dunning jeune
- Hannah Levinson : Ellen Dunning
- Christopher Phipps : John Fitzgerald Kennedy
- Antoni Corone : Jack Ruby

### Invités
Note : Ici ne se liste que les personnages connus ou importants de la série, ainsi que les acteurs ayant une certaine notoriété.
- Michael O'Neill (VF : Bernard Bollet) : Arliss Price (saison 1, épisode 2)
- Annette O'Toole : Edna Price (saison 1, épisode 2)
- Joanna Douglas : Doris Dunning (saison 1, épisodes 1 et 2)
- Josh Duhamel (VF : Éric Aubrahn) : Frank Dunning (saison 1, épisodes 1 et 2)

 Source et légende : version française (VF) sur RS Doublageet DSD

## Production

### Attribution des rôles
Les rôles principaux sont attribués à : James Franco, Chris Cooper, Cherry Jones, Sarah Gadon, Lucy Fry, George MacKay, Daniel Webber, Leon Rippy, T. R. Knight, Brooklyn Sudano et Josh Duhamel.

### Fiche technique
Sauf indication contraire, les informations mentionnées dans cette section peuvent être confirmées par la base de données cinématographiques IMDb,  présente dans la section « Liens externes ».
- Titre original : 11.22.63
- Titre français : 22.11.63

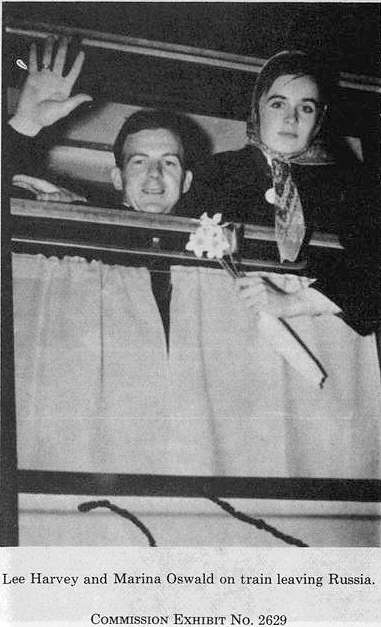
Lee Harvey et Marina Oswald lors de leur départ d'URSS.

- Réalisation : Kevin Macdonald, James Strong, James Franco, John David Coles et James Kent
- Scénario : Bridget Carpenter, d'après Stephen King
- Direction artistique : Elinor Rose Galbraith et Kimberley Zaharko
- Décors : Carol Spier
- Costumes : Roland Sanchez
- Photographie : Adam Suschitzky et David Katznelson
- Montage : Michael R. Fox, Plummy Tucker et Dorian Harris
- Production : J. J. Abrams, Joseph Boccia

Producteurs délégués : Stephen King, Bryan Burk, Bridget Carpenter, Brian Nelson (co), Quinton Peeples (co)
Coproductrice : Kathy Lingg
- Sociétés de production : Bad Robot Productions et Warner Bros. Television
- Société de distribution :
- Pays d'origine :  États-Unis
- Langue originale : anglais
- Format : couleur et noir et blanc
- Genre : série policière, science-fiction
- Durée : 60 minutes

## Épisodes
1. De l'autre côté du comptoir (The Rabbit Hole) partie 1 et partie 2
2. Halloween-ville (The Kill Floor)
3. Les Domaines hantés (Other Voices, Others Rooms)
4. Le Poids du secret (The Eyes of Texas)
5. Le Cœur révélateur (The Truth)
6. Visions du futur (Happy Birthday, Lee Harvey Oswald)
7. La Course contre la montre (Soldier Boy)
8. L'Effet papillon (The Day in Question)

### Accueil critique
La mini-série recueille 80 % de critiques positives, avec une note moyenne de 7,2⁄10 sur la base de 46 critiques collectées, sur le site Rotten Tomatoes.

### Autour de la série
- Lorsque Jake et Sadie commencent à monter l'escalier pour empêcher Lee de tirer sur JFK, on peut apercevoir le mot « REDRUM » écrit en rouge juste derrière eux, ce qui est un clin d'œil à une autre adaptation d'un roman de Stephen King, Shining.

### Audiences

#### En France
Lors de son lancement sur Canal + le 19 janvier 2017, 22.11.63 a attiré en moyenne 422 000 abonnés de la chaîne.
Pour sa première diffusion en clair sur TF1 Séries Films, 22.11.63 réalise un démarrage mitigé avec 412 000 téléspectateurs pour la diffusion du premier (divisé en deux parties) et du deuxième épisode le 4 novembre 2018 (dont 440 000 téléspectateurs pour la première partie du premier épisode),. La semaine suivante, la mini-série connaît une légère baisse avec 350 000 téléspectateurs pour les trois épisodes suivants (dont 389 000 téléspectateurs pour le troisième épisode, premier épisode de la soirée). En troisième et dernière semaine, le premier épisode diffusé ne réunit que 207 000 téléspectateurs.